# Mercedes-Benz type 202
Type 202 var chassiskoden for Mercedes-Benz C-klassen fra 1993 til 2001. Type 202 efterfulgte type 201 i 1993 og blev efterfulgt af type 203 i 2000, dog fortsatte stationcar modellen indtil 2001.

## Billeder
- Mercedes-Benz W202
- Mercedes-Benz W202
- Mercedes-Benz S202
- Mercedes-Benz S202
- Mercedes-Benz W202 C 43 AMG
- Mercedes-Benz W202 C 43 AMG
- Cockpit
- Cockpit (facelift)

## Historie
- 1993: Introduktion af Sedan modellen som C 180 (122hk), C 200 (136 hk), C 220 (150hk), C 280 (193hk), C 36 AMG (280hk), C 200 D (75hk), C 220 D (95hk) og C 250 D (113hk). Alle undtagen C 200 D har 4-ventilet topstykke.
- 1995: C 200 D bortfalder. C 250 DT (150hk) introduceres sammen med C 230 K (193hk).
- 1996: C 250 D bortfalder. C 220 erstattes af C 230 (150hk). T-model introduceres som C 180 (122hk), C 200 (136hk), C 230 (150hk), C 230 K (193hk), C 280 (193hk), C 220 D (95hk) og C 250 DT (150hk).
- 1997: Ny C 240 (170hk). C 280 får ny motor med dobbelttænding, 3-ventilet topstykke og 197hk. Sportsmodeller C 43 AMG (306hk) og C 55 AMG (347hk).
- 1998: C 220 D erstattes af C 200 CDI (102hk) og C 220 CDI (125hk) med commonrail indsprøjtning.
- 2000: Sedan modellen erstattes af W203. T-modellen fortsætter et års tid endnu, men C 180's 1.8 motor erstattes af en 2.0 motor med 129hk.
- 2001: Produktionen ophører.